# LORETA eljárás
A LORETA eljárás (angolul: low resolution brain electromagnetic tomography) az agy kis felbontású elektromágneses tomográfiás vizsgálata.
Az EEG/MEG jelek a keletkezésükre vonatkozó téri információkat nagyrészt csak közvetetten hordoznak magukban, így a források feltérképezése a kutatásban kiemelt szerepű. A LORETA eljárás alkalmas az ilyen típusú jelek forráslokalizációjára, több feltétel parametrikus statisztikai elemzésére, és az eredmények fMRI-ből ismert voxeles-topografikus megjelenítésére.
A LORETA egy olyan tomográfiás technológia, amely az agyi (áram)források lokalizációs problémáját hivatott megoldani három dimenzióban. A módszer ennek megfelelően részletes, 3 dimenziós, diszkrét, lineáris megoldása az EEG/MEG forráslokalizáció inverz problémájának (utóbbi leírását lásd később), mellyel egy kiszámított pontszerű forrást elmosottan helyeznek el térben úgy, hogy a maximális aktivitást egy bizonyos eloszlási körön belül szórják szét.
A jelenlegi LORETA implementáció (azonos nevű szoftver) a Talairach-atlasz alapján készült, és benne az EEG elektródok pozíciója a gömbi és a valós koordináták alapján is bekerül a számítás menetébe. Téri felbontása ez idő szerint (2010 ősze) 7 mm és összesen 2394 voxel (ahol minden voxel az agy egy kis részletét reprezentálja) áll benne rendelkezésre.

## LORETA laikusoknak
Az olyan vizsgálati módszerek, melyek az agy elektromos- és/vagy mágneses aktivitásának koponyán kívüli elvezetésén alapulnak, egy meglehetősen elnagyolt képet tudnak csak szolgáltatni az agy működéséről. Így különböző területek aktivitása vizsgálható, de az elvezetett jelek keletkezéséért felelős generátorok, vagy egy-egy frekvenciasáv (pl. 4-8 Hz) eredete már nem tárható fel olyan egyszerűen. A forráslokalizációs eljárások, mint amilyen a LORETA is, ezt a szakadékot próbálják áthidalni. Az alapvető probléma az, hogy a jelek csak közvetetten hordoznak magukban olyan információkat, melyek a keletkezésük helyére utalnak. Ennek feloldására több eljárás is létezik, az egyik ilyen megvalósítás a LORETA. Működését úgy foglalhatnánk össze egyszerűen, hogy az elemzés kezdetén az agyat (elsősorban annak kérgi felületét) sok kis részletre (voxelekre) osztja, majd mindegyiken az aktivitására vonatkozó elemzéseket végez és így -a valós anatómiai leírás figyelembe vételével- ad eredményt.

## A számítás alapjául szolgáló jel

### EEG
Az EEG keletkezése napjainkban sem ismert pontosan. Az elektromos agyi aktivitás kutatásának kezdetén feltételezték, hogy sok agykérgi idegsejt egyidejű vagy legalábbis gyorsan egymás után következő kisüléséből összegződik. Mai tudásunk szerint az EEG szinaptikus és posztszinaptikus potenciálok szummálódásából jön létre, és az agykérgi neuronhálózat térbeli aktivitását (kiváltott és spontán tevékenységet egyaránt) tükrözi, melyben a mélyebb hálózatok nem játszanak számottevő szerepet.
Amennyiben a kérgi struktúrák piramissejtjeit véletlenszerű orientációjúként modellezzük, úgy azok nem produkálnak EEG-t. Ezt továbbgondolva a kérgi piramissejtek téri szinkronizáltsága, tehát több téri csoportosulásban párhuzamosan megjelenő potenciálok -melyek az agy valódi felépítését alapul véve valószínűsíthetően egymás hatását felerősítve- generálják az EEG-t.
A módszer nagyon érzékeny a különböző funkcionális állapotváltozásokra és ugyanakkor jó időbeli felbontásra is képes. Mivel a fejbőrre helyezett makroelektródok mérete és véges elhelyezhetősége nem vethető össze az egyes neuronokéval, így elsősorban agyi struktúrák, régiók működésének, lézióinak és kognitív folyamatokban betöltött szerepének vizsgálatára alkalmas.

### MEG
Az elektromos áram mágneses teret is gerjeszt maga körül (elektromágnesesség), ami szintén mérhető. Az áramok általánosságban olyan dipólokként foghatók fel, melyeknek van iránya, nagysága és térben elhelyezhetők, de kiterjedéssel nem rendelkeznek.
Az előző részben ismertetett agyi működések során -a neuronok dendritjein folyó szinaptikus ionáramokon kívül, és MEG (MagnetoEnkefaloGram) esetén a sejten belül is- létrejövő áramok mágneses mezeje is mérhető, noha ennek erőssége igen gyenge, a Föld mágneses terénél 8-9 nagyságrenddel is kisebb. Itt is igaz a téri szinkronizáltság gondolata, hiszen az egyes dipólok egymást erősítő mágneses mezőt hoznak létre.

### MEG és EEG jelek rövid összehasonlítása
- A két jel (pszichofiziológiai szempontból) azonos forrásból ered
- Idői felbontásukat tekintve nincs köztük komoly különbség
- A MEG jel generátorai térben jobban körülhatárolhatók
- A MEG költségesebb, de kevesebb a felszerelési idő egy-egy vizsgálat előtt, mint az EEG esetében
- A MEG nem alkalmas egy-egy neuron akciós potenciáljainak megfigyelésére, az EEG viszont egysejt-aktivitás vizsgálatára is használható

## Forráslokalizáció
Az agyi elektromos jeleket egy áramforrással, egy -nyelővel és az áramforrásból az áramnyelő felé folyó elektromos árammal szokás modellezni. Ahogy azt már korábban tárgyaltuk, matematikailag az áramok ilyen dipólokként írhatók le, melyek így nagyobb struktúrákba foglalhatók. A dipólokat helyzetük, irányuk és erősségük jellemzi.
Forráslokalizáció során adott két ellentétes irányú matematikai modell, az elsőben („forward” modell) a generátor és az elvezetés is ismert, a másodiknál (inverz) csupán az elvezetett jelek állnak rendelkezésre és a „forward” modell alapján kell a forrásokat feltárni.

### „Forward” probléma
Amennyiben ismertek a jelet generáló forrás(ok) paraméterei, a jel elvezetésére szolgáló érzékelők pozíciói, valamint a jelterjedés tulajdonságai, úgy matematikai értelemben viszonylag könnyen előállítható egy ideális modell, mely a jel keletkezéséért felelős mechanizmusokat írja le. A szakirodalomban ezt „forward” problémának hívják.

### Inverz probléma
Abban az esetben, amikor a mért jellel kapcsolatban csupán a jelterjedés tulajdonságai, illetve a jelet elvezető érzékelők paraméterei állnak rendelkezésre és nem ismert a források pontos helyzete, orientációja, valamint jelük erőssége, akkor inverz problémáról beszélünk.
Az inverz probléma során tehát a fejen kívül mért jelekből kell a forráslokalizációt elvégezni. A megoldást tovább nehezíti, hogy az inverz probléma nem rendelkezik egyetlen egyértelmű megoldással, ennek oka leginkább az, hogy a dipólok száma kezdetben nem ismert. Elfogadható megoldásokat többnyire olyan algoritmusok szolgáltatnak, amelyek az agyi aktivitást és fiziológiai jellemzőket, mint kezdeti feltételeket a számításkor figyelembe veszik.
Az inverz probléma megoldásának algoritmusai két fő csoportra oszthatók. Az egyikben kisszámú egyenrangú dipólt használnak, melyek egy kis kérgi terület összaktivitását reprezentálják, azt feltételezve, hogy ezen dipólok csak időbeli változást mutatnak, egyéb tulajdonságaikban nem különböznek jelentősen. Az ilyen algoritmusokat a szakirodalom egyenrangú áram-dipól (equivalent current dipole) gyűjtőnéven ismeri. A másik eljárásmód során (felosztott forrás-distributed source) az agyat (elsősorban a kérgi felszínt) nagyszámú (több ezer) voxelre osztják, majd köztük olyan összefüggéseket keresnek, melyek matematikai értelemben megmagyarázzák a skalpon mért feszültségeloszlást.
A LORETA megközelítése is egy optimális megoldást ad az inverz problémára, az algoritmus részletei a hasonló című fejezetben található.

### A forráslokalizáció során megoldandó problémák
- Inverz probléma, melynek végtelenül sok megoldása létezik
- A számítás alapjául szolgáló jelek nem mindig tartalmaznak elegendő információt a probléma megoldására
- A megoldások kezdeti feltételeken (peremfeltételeken) alapulnak[2]
- A megoldások valószerűsége és annak korlátai nagyban függenek a kezdeti feltételezésektől

## LORETA „működése”
A LORETA a minimális norma alapú megoldás (Minimum Norm Solution) (amely önmaga is egy megoldása az inverz problémának, ahol a megfigyelt skalpi aktivitást minimális terjedelmű forrásokkal állítják elő) továbbgondolása. A LORETA kezdeti kikötései között szerepel az, hogy az agyról elvezethető elektromos feszültség egyenletesen változik (a kéreg felé és a kéreg felől is) és olyan forráseloszlásokat feltételez csak, melyek neuroanatomiai értelemben egy-egy agyi területen belül jól körülírtak.
A LORETA 3 dimenziós forráslokalizációt végez el a CSD (Current Source Density- áramforrás sűrűség) alapján. Használható áramforrások és -nyelők feltérképezésére olyan, geometriai értelemben szabályosként modellezhető struktúrákban, mint például az agykéreg.
Az elemzés kezdetén végtelen számú áramforrást és -nyelőt feltételez -ugyanis nem tudható, hogy ezek valójában hol helyezkednek el- majd minden voxelen áramforrás-elemzés után, a szinkron és szimultán működéseket vizsgálva ad eredményt. (További peremfeltételként szerepel még azt, hogy egy voxelen mért CSD és a szomszédos voxelek átlaga megegyezik, valamint a szomszédos idegsejtek és ezek csoportosulásainak aktivitása hasonló.)
A megoldások megjelenítésében csak a kérgi szürkeállományra és a hippocampus-ra hagyatkozik.
LORETA felhasználásával készített elemzésekből igen sok elérhető a világhálón is.

### Az alkalmazás előnyei
- az EEG/MEG jelek felhasználásával is előállítható
- elfogadható téri felbontás
- kellően pontos lokalizáció
- Talairach-atlasz koordinátáival kompatibilis
- statisztikai összehasonlítás lehetősége
- vizuálisan megjeleníthető adatok

### Az alkalmazás lehetséges korlátai
A LORETA-alapú számítások korlátjai akkor mutatkoznak meg, ha
- nem sok EEG/MEG elektród/érzékelő jeléből,
- nem tiszta (kvázi zajmentes) mérési környezetben,
- nem jól átgondolt kísérleti elrendezéssel felvett adatokon,
- nem korrekten kiválasztott statisztikai elemzések mellett

kell a számításokat elvégezni. Ugyanis csak ilyen esetekben képes a LORETA alacsony téri felbontású és meglehetősen jó közelítésű lokalizációjú térképeket készíteni.

## A LORETA története
A módszer és az azt megvalósító szoftver történetében mindenképpen meg kell említeni Hämäläinen és Ilmoniemi 1984-es újítását, akik elsőként adtak 3 dimenziós, diszkrét, lineáris megoldást az EEG/MEG inverz problémájára (ennek leírása a Forráslokalizáció c. fejezetben található).
A fenti eljárás nagy lokalizációs hibaaránnyal dolgozott, melynek kijavítására több kísérlet mellett Pascual-Marqui 1994-ben publikáltamódszerét, ami kellően jó eredményeket mutatott a mélyen található források lokalizációjában. Ez, a gyakorlatban az átlagos lokalizációs hibát tekintve, kevesebb, mint egy voxel volt.
A szerző 1999-ben bevezette az elektromos agyi aktivitást nagy idői felbontással feldolgozó és megjelenítő szoftverét (LORETA), melynek alapjául a PET és fMRI elemzésekben használt statisztikai módszerek szolgáltak.
A szoftver azóta is folyamatos fejlesztés alatt áll, több verzió ismert belőle (sLORETA, eLORETA), melyek különböző megközelítésből próbálják meg ugyanazt a kiindulási problémát megoldani.

## Külső hivatkozások
- A LORETA honlapja